# 韋爾峰
46°39′20.7″N 8°8′31.3″E / 46.655750°N 8.142028°E

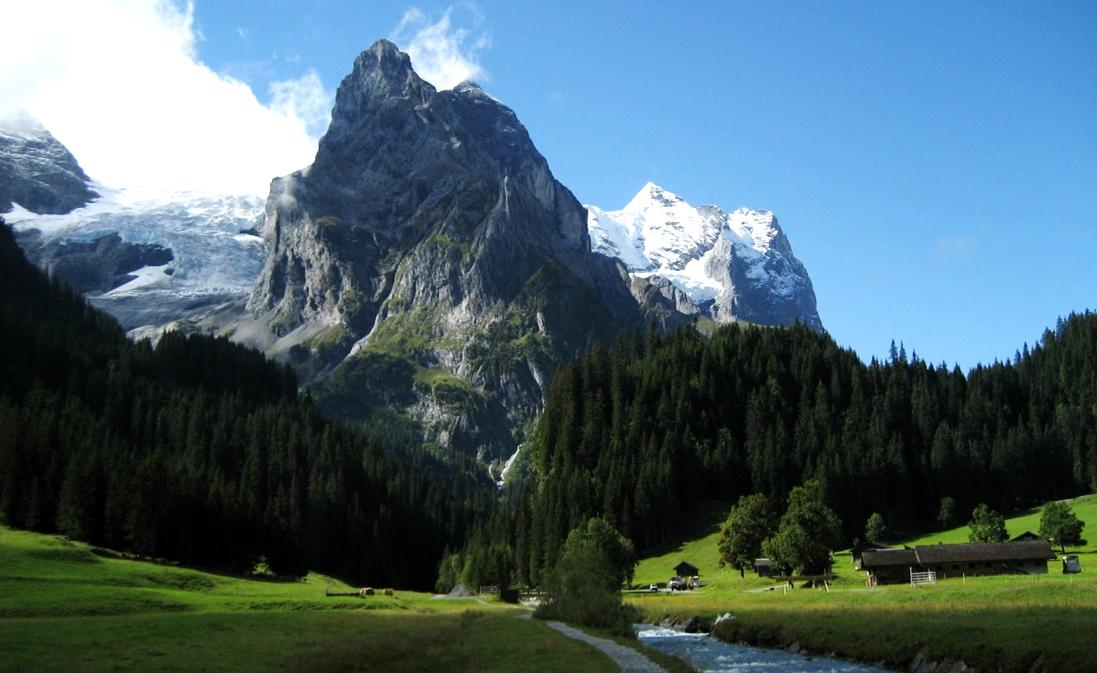

韋爾峰（德語：Wellhorn）是瑞士伯恩州的山峰，位於該國南部，屬於伯尔尼山的一部分，海拔高度3,191米，每年平均降雨量2,465毫米。

## 外部連結
- Wellhorn on Hikr （页面存档备份，存于）